# Parti ouvrier marxiste révolutionnaire
 (octobre 2020).
Pour les articles homonymes, voir Parti ouvrier.
Parti ouvrier marxiste révolutionnaire (espagnol : Partido Obrero Marxista Revolucionario), était un parti politique trotskyste au Pérou fondé en 1970 par une fraction dissidente de la Vanguardia Revolucionaria. Il était dirigé par Ricardo Napurí et Jorge Villarán. Napurí était le secrétaire général du POMR.
Au niveau international, POMR était affilié au CORQI.
Le POMR a contesté les élections générales de 1980 sur les listes du Parti révolutionnaire des travailleurs (PRT). Napurí a été élu sénateur.
Le 7 mars 1982, la faction majoritaire du POMR a fusionné avec le Parti ouvrier socialiste.